# Scophthalmidae
Famille
Les Scophthalmidae sont une famille de poissons pleuronectiformes (c'est-à-dire des poissons plats ayant des côtés dissemblables), qui contient notamment les poissons appelés « turbots ». On les trouve dans l'écozone marine de l'Atlantique nord tempérée (en).

## Liste des genres
Selon FishBase (13 février 2016) et Selon World Register of Marine Species (24 juillet 2016) :
- genre Lepidorhombus Günther, 1862 -- 2 espèces
- genre Phrynorhombus Günther, 1862 -- 1 espèce
- genre Scophthalmus Rafinesque, 1810 -- 4 espèces
- genre Zeugopterus Gottsche, 1835 -- 2 espèces

Selon ITIS (13 février 2016) :
- Lepidorhombus Günther, 1862
- Psetta Swainson, 1839 - considéré comme synonyme de Scophthalmus selon FishBase (13 février 2016)[1] et World Register of Marine Species (13 février 2016)[4]
- Scophthalmus Rafinesque, 1810
- Zeugopterus Gottsche, 1835

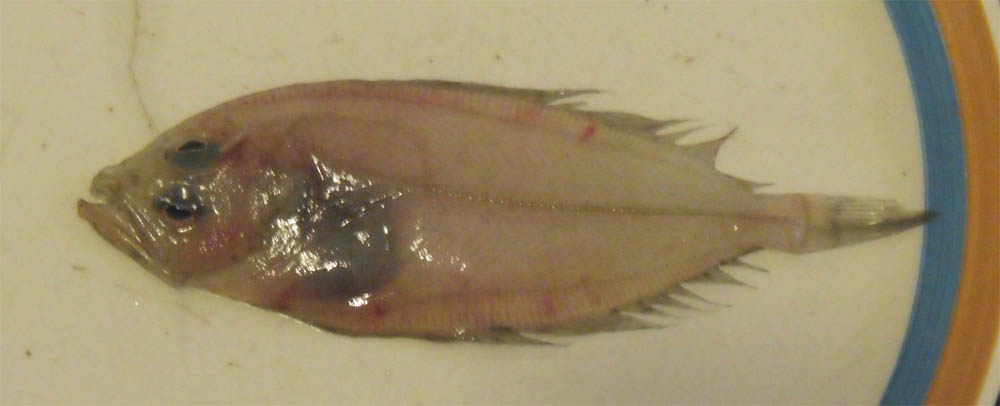
Lepidorhombus whiffiagonis
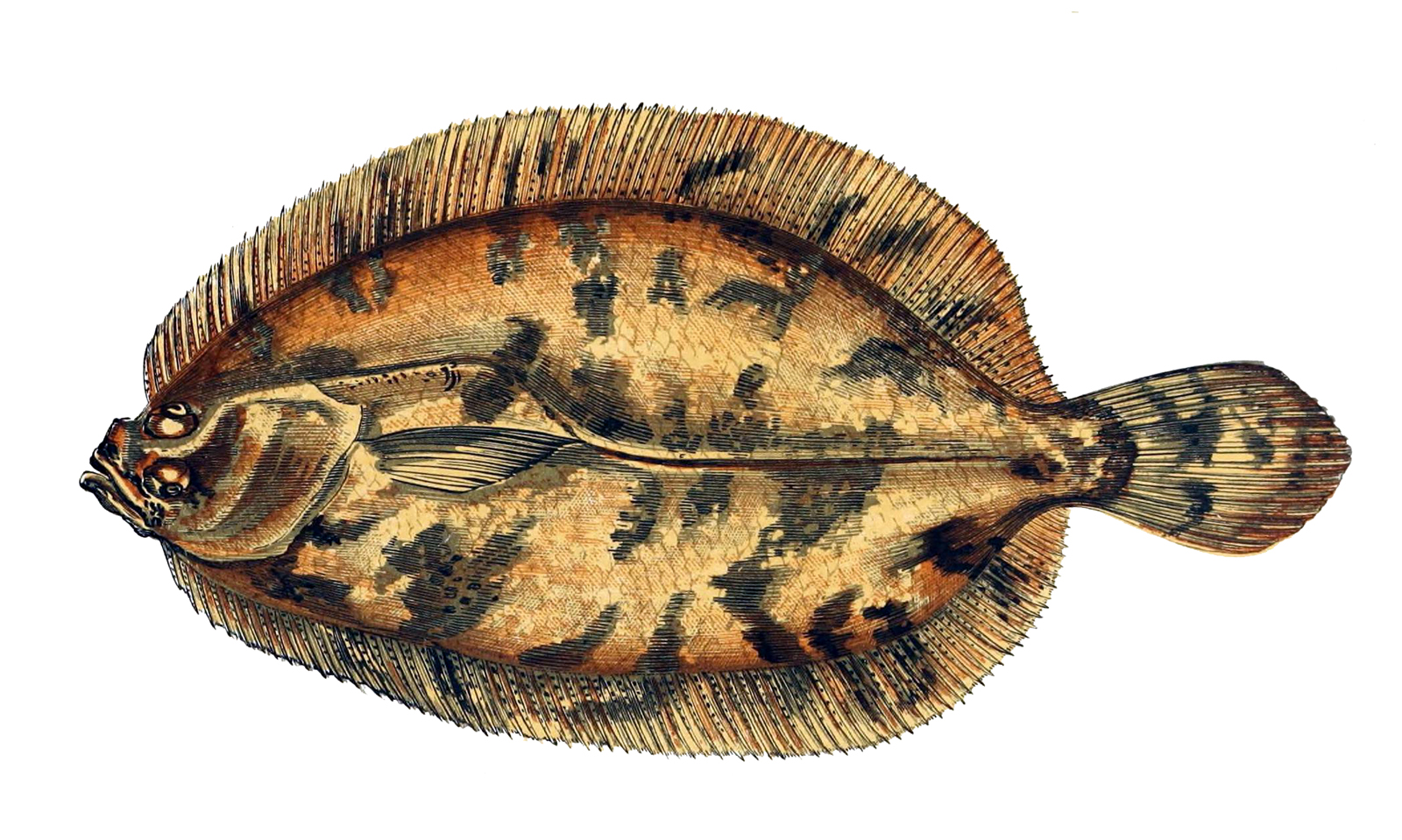
Phrynorhombus norvegicus
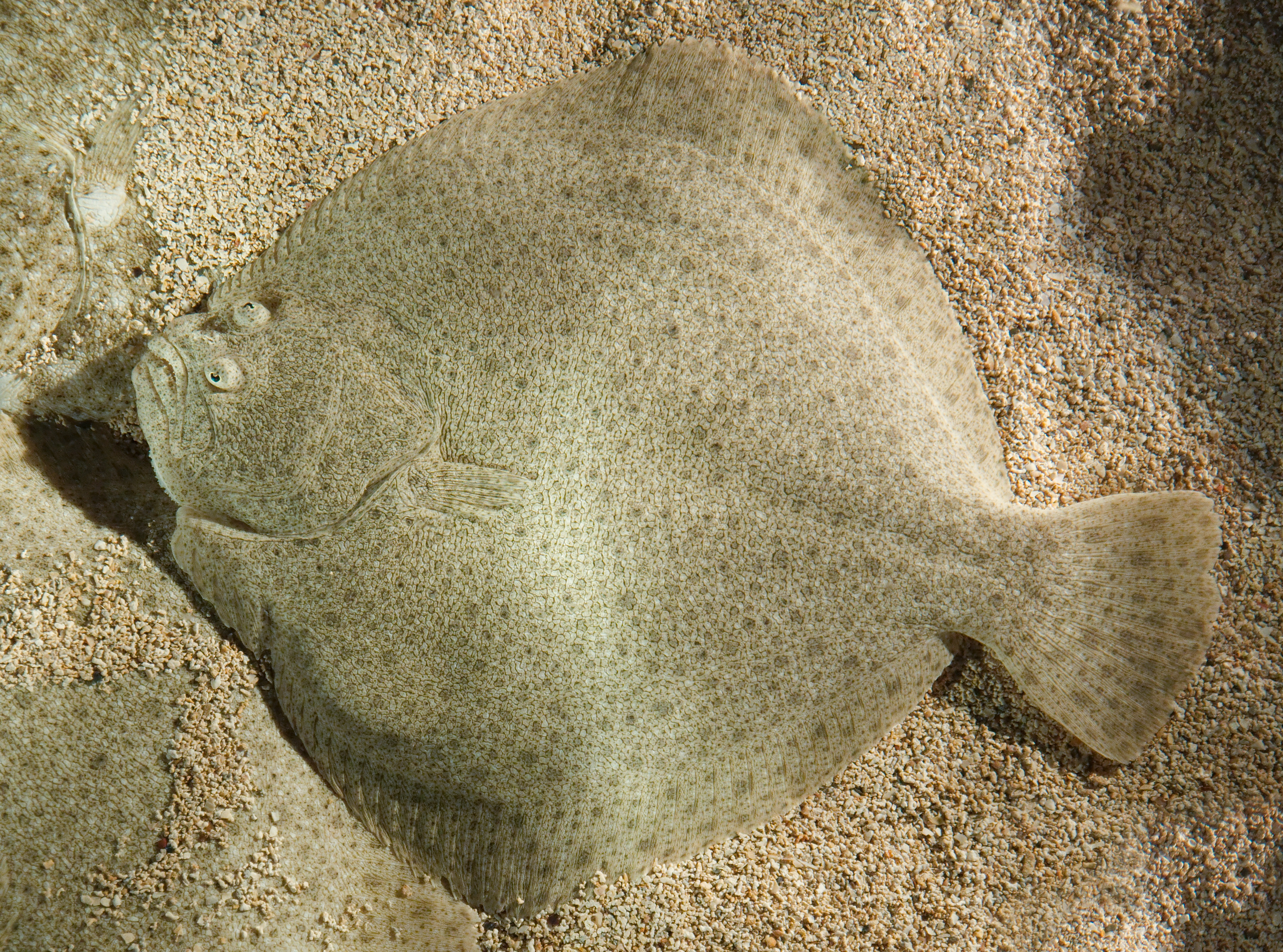
Scophthalmus maximus
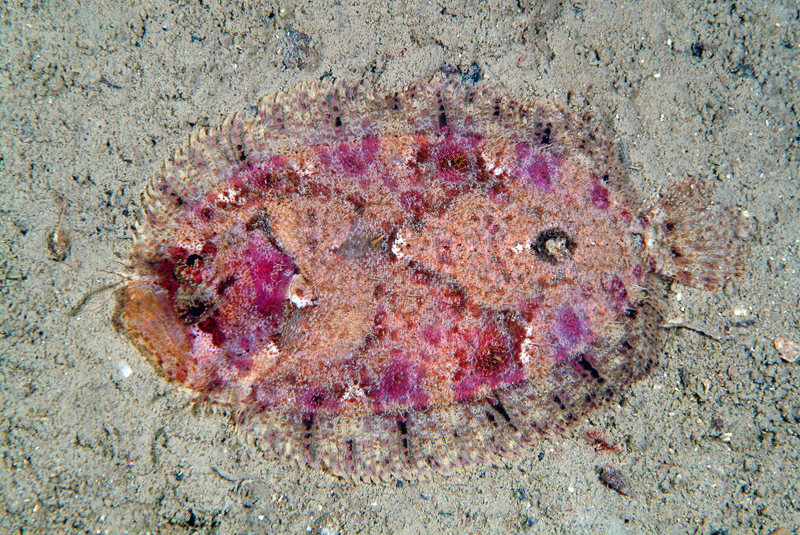
Zeugopterus regius